# Cady (rivière)
Pour les articles homonymes, voir Cady.
Le Cady est une rivière française des Pyrénées-Orientales et un affluent de la Têt, fleuve côtier.

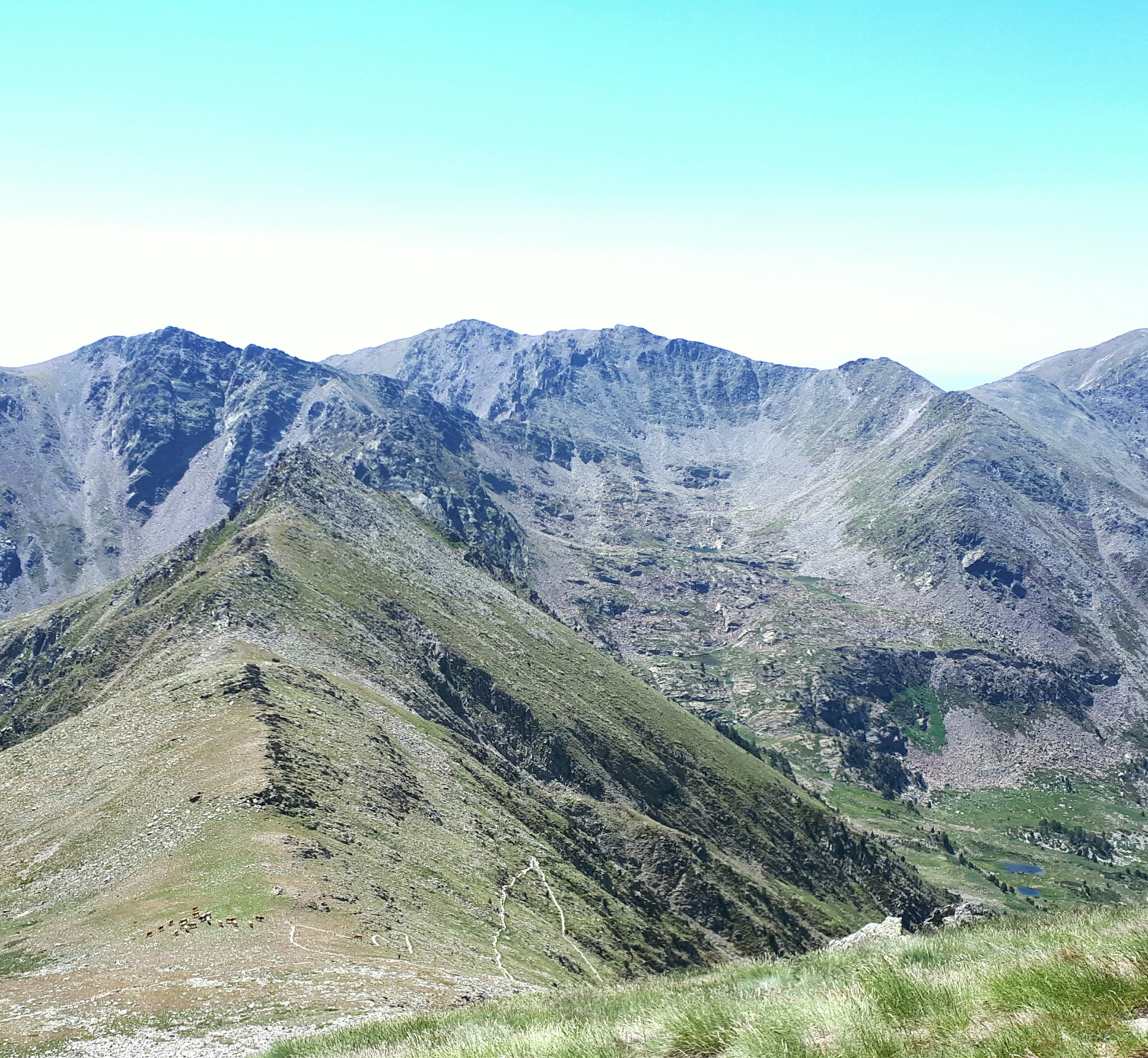
Les Gourgs de Cady (au centre), la source du Cady. En bas à gauche : la Porteille de Valmanya.

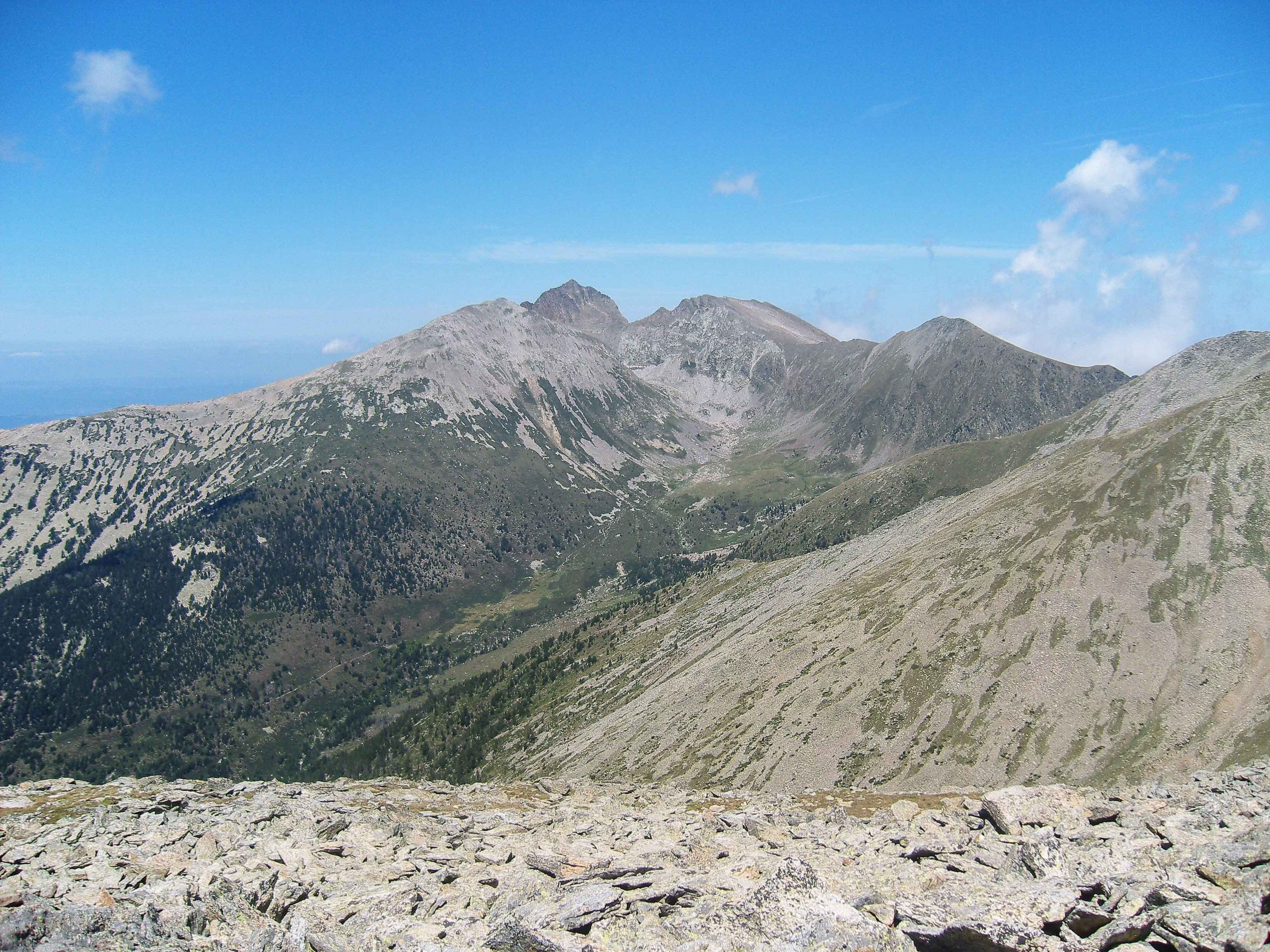
Le Pic du Canigou, et la partie supérieure de la vallée du Cady, vus du sommet du Pic des Sept Hommes.

## Géographie

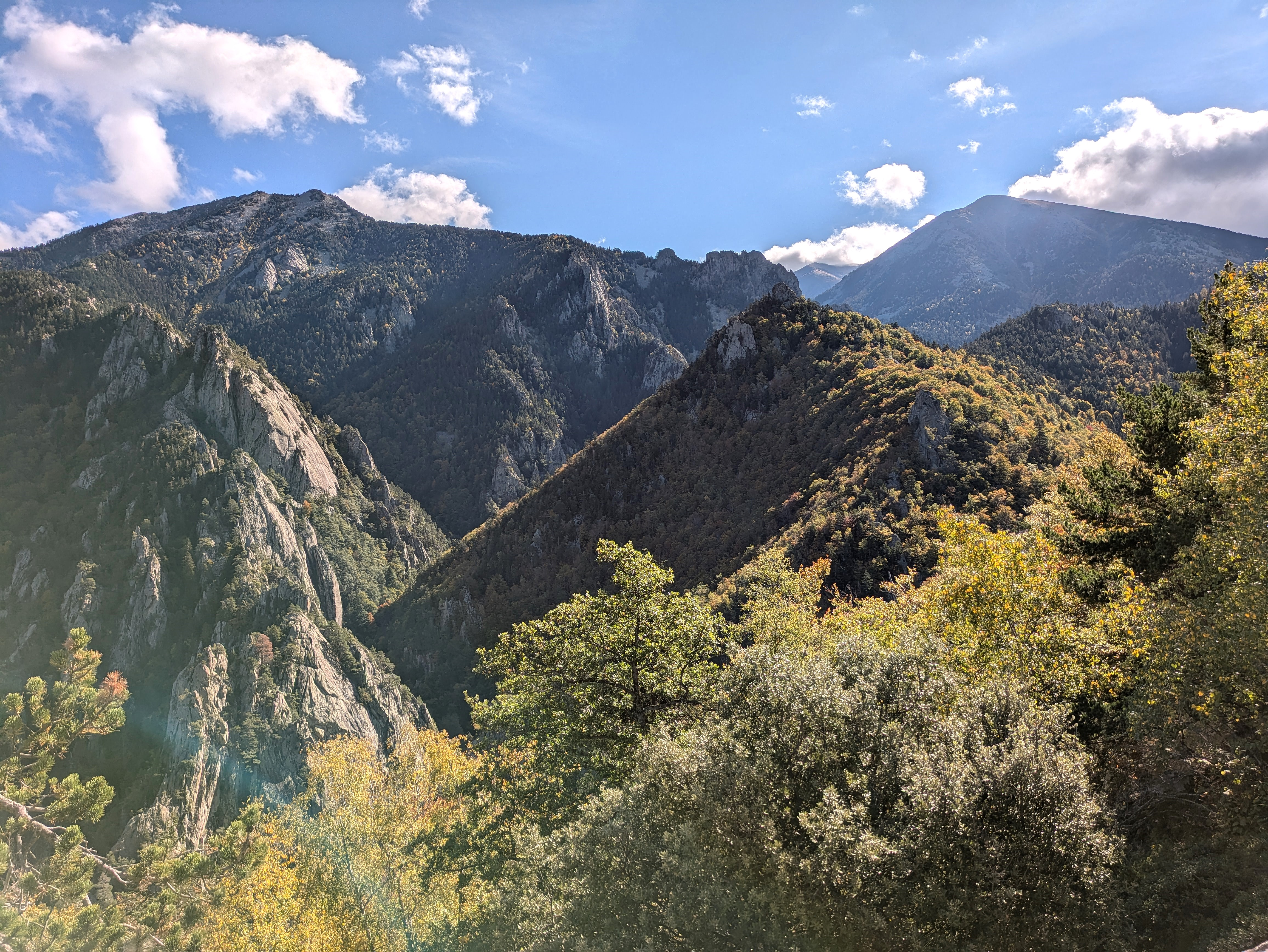
La partie supérieure des gorges de Cady. Alimentée par les eaux de fonte des glaciers situés plus haut pendant le Pléistocène (environ les deux derniers millions d'années), la rivière a creusé une gorge profonde et sinueuse dans le granit et gneiss paléozoïque de cette section du massif du Canigou.

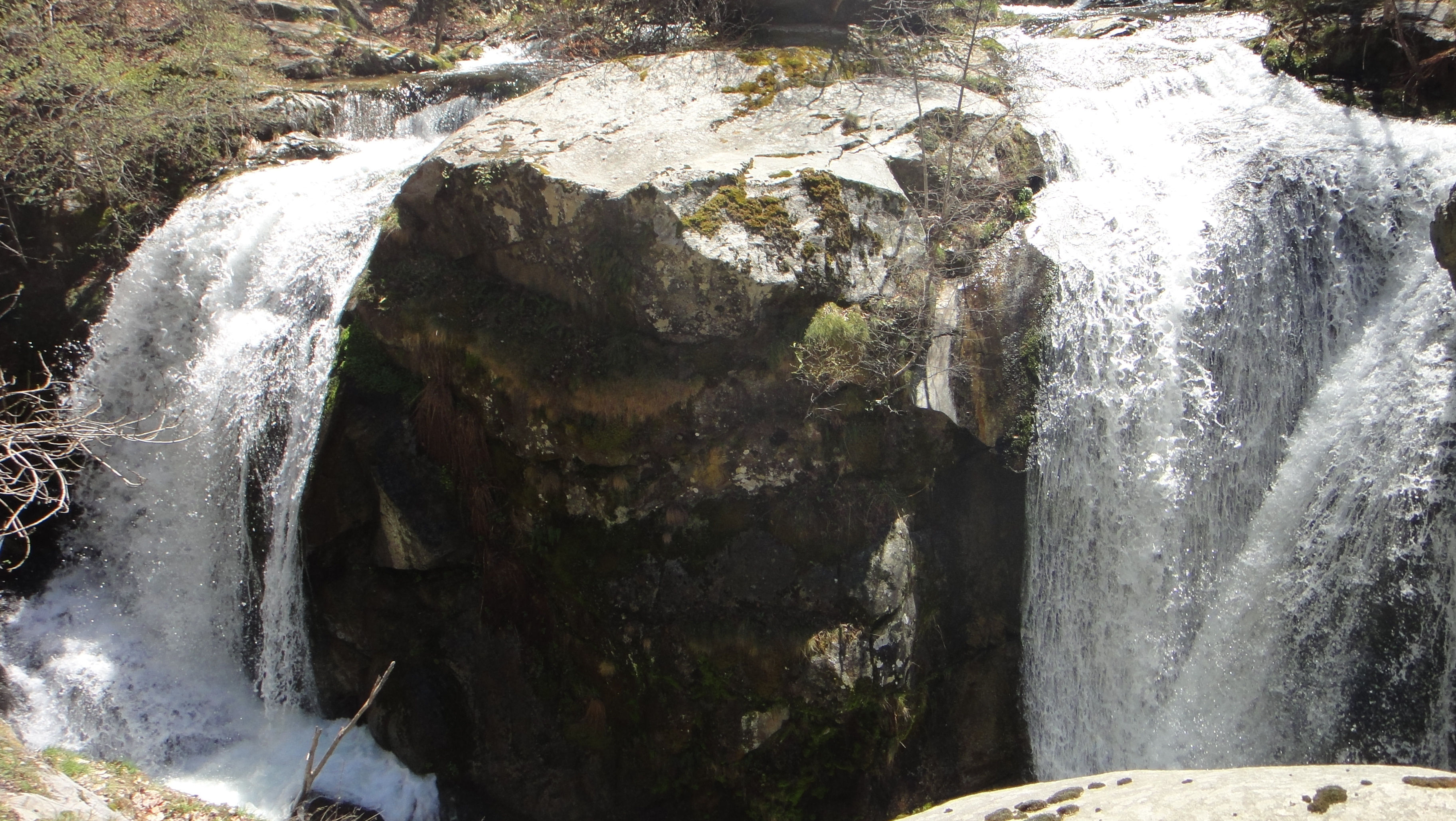
Cascade du Cady à environ deux heures de marche de Casteil.

De 19,2 km de longueur, le Cady prend sa source dans le Conflent, plus précisément dans le massif du Canigou (Pyrénées-Orientales), vers 2 400 mètres d’altitude, au lieu-dit « les Gourgs de Cady », à une distance d’environ 1 800 mètres du pic, au sud de celui-ci, puis — après environ 3,9 km selon un axe est-ouest — s’écoule vers le nord selon un axe sud-sud-est – nord-nord-ouest avant de se jeter dans la Têt à Villefranche-de-Conflent.

### Communes et cantons traversés
Dans le seul département des Pyrénées-Orientales, la rivière Cady traverse quatre communes :
- dans le sens amont vers aval : Casteil (source), Vernet-les-Bains, Corneilla-de-Conflent, Villefranche-de-Conflent (confluence).

En termes de cantons, la rivière Cady prend sa source et conflue dans le même canton de Prades, lui-même dans l'arrondissement de Prades.

### Bassin versant
La rivière de Cady traverse une seule zone hydrographique La Têt de la rivière de Rotja incluse à la Llitéra incluse (Y043) de 670 km2 de superficie.

## Principaux affluents
La rivière de Cady a cinq tronçons affluents référencés, d’amont en aval :
- le ruisseau de la Jasse de Cady ;
- le ruisseau de la Llipodère ;
- le ruisseau du col de Jou ;
- le riu de Saint-Vincent, avec un affluent :
  - le riu de Bonne Aigue,
- le riu de Fillols.

Le nombre de Strahler du Cady est donc de trois.

## Hydrologie
Rivière des Pyrénées, son régime printanier dépend de l'enneigement et de la fonte des neiges.

### Histoire
Lors de l'aiguat de 1940, une forte crue du Cady a occasionné de nombreux dégâts, détruisant notamment les thermes de Vernet-les-Bains.

## Sites touristiques
Les sites touristiques associés au Cady sont, d’aval en amont :
- la ville fortifiée de Villefranche-de-Conflent, site Vauban classé au patrimoine mondial de l'UNESCO ;
- les thermes de Vernet-les-Bains ;
- l'abbaye Saint-Martin du Canigou, perchée, du Xe siècle, d’origine bénédictine ;
- les gorges de Cady ;
- la cascade de Cady ;
- la cascade des Pigeons ;
- le massif et le pic du Canigou.